# تاجیری، اوساکا
تاجیری، اوساکا (به لاتین: Tajiri, Osaka) یک منطقهٔ مسکونی در ژاپن است که در استان اوساکا واقع شده‌است. تاجیری ۷٬۹۰۹ نفر جمعیت دارد.

## نگارخانه

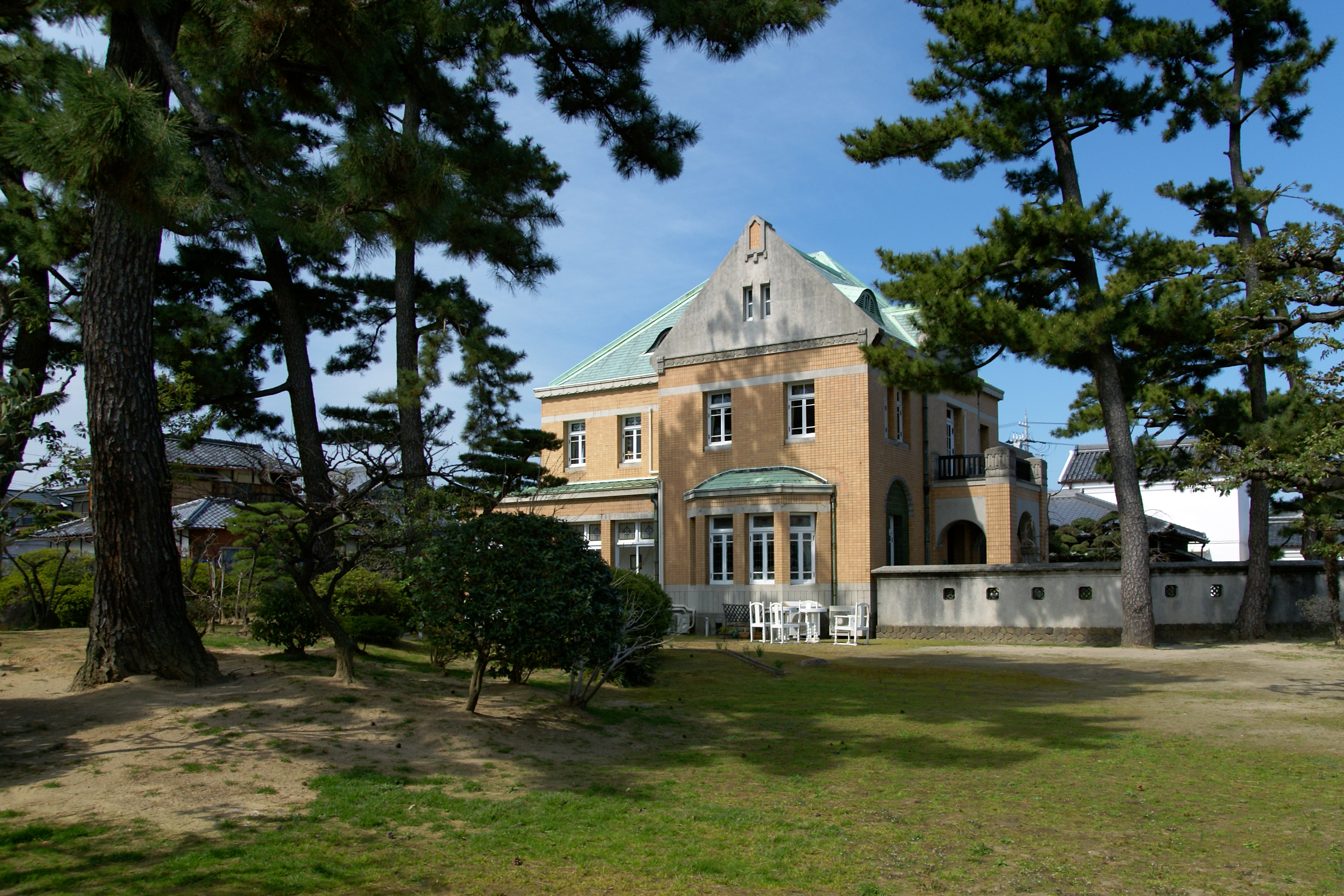
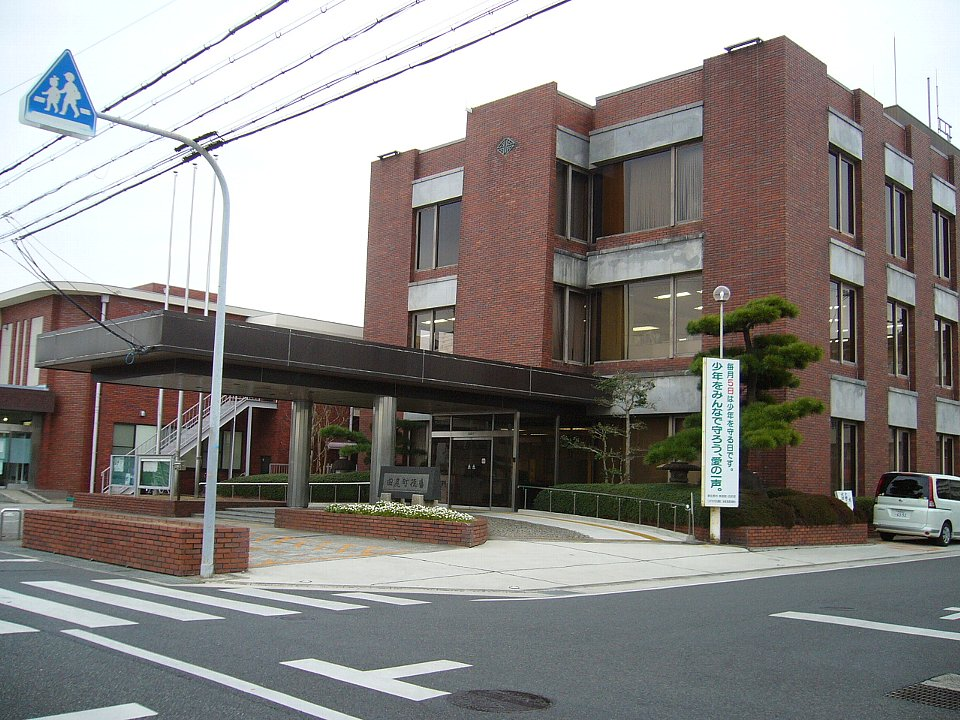
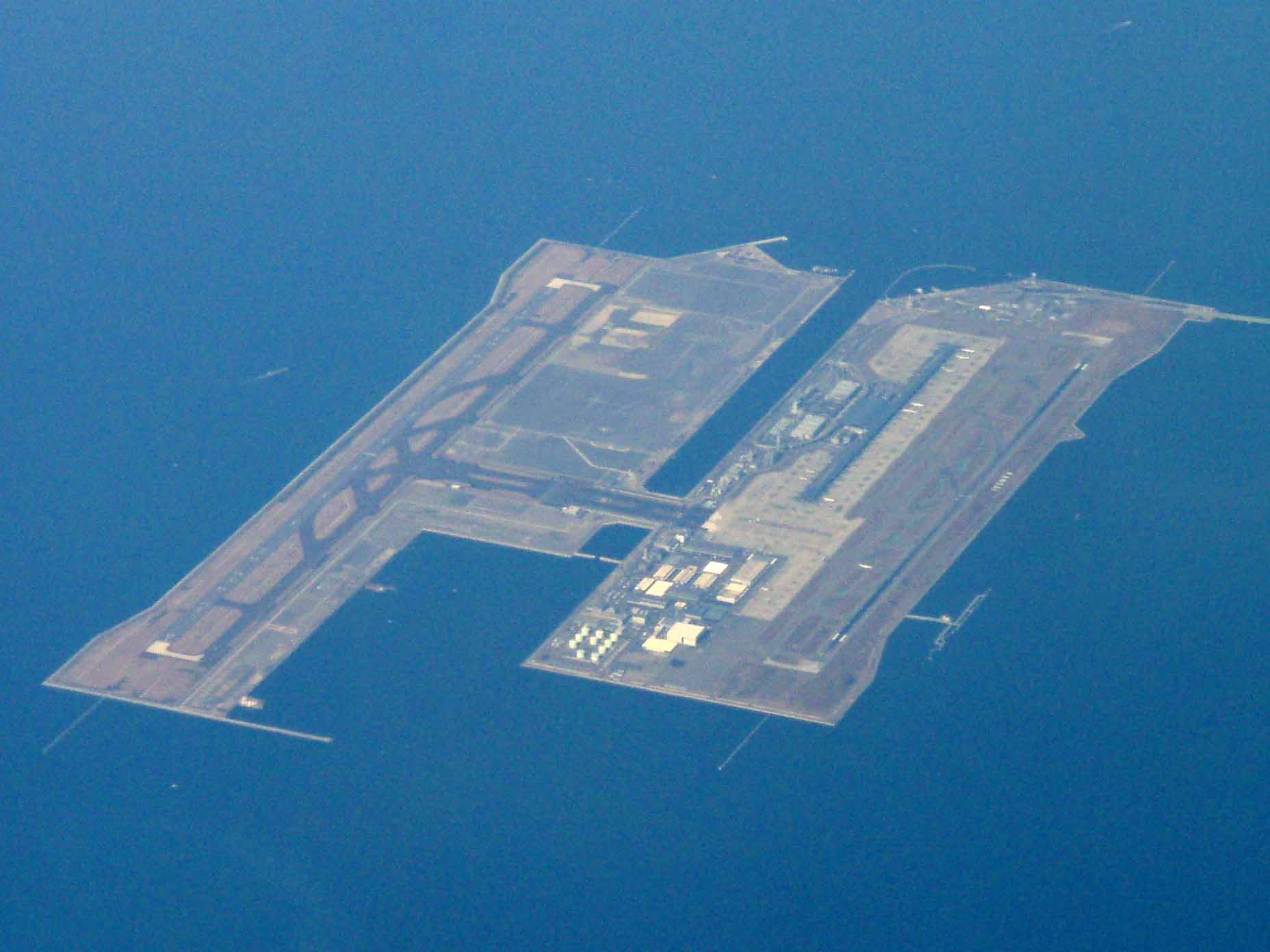